# Żabiru amerykański
Żabiru amerykański, żabiru argentyński (Jabiru mycteria) – gatunek dużego ptaka z rodziny bocianów (Ciconiidae), jedyny przedstawiciel rodzaju Jabiru. Występuje od południowo-wschodniego Meksyku na południe przez Amerykę Centralną po Amerykę Południową (aż do północnej Argentyny). Często spotykany w Pantanalu, jest też uważany za jego symbol. Nie wyróżnia się podgatunków.

## Charakterystyka
Jest najwyższym ptakiem latającym w Ameryce Południowej i Centralnej, często osiągającym tę samą wysokość, co znacznie cięższe i nielotne nandu szare. Dorosły osobnik może ważyć od 4,3 kg do 9 kg, osiągać długość ciała 120–140 cm i rozpiętość skrzydeł od 2,3 m do 2,8 m. Upierzenie białe z nagą, ciemnoniebieską szyją i głową. Bardzo duży dziób (25–35 cm), o czarnej barwie i ostro zakończony. Samice mają dzioby mniejsze i bardziej zakrzywione.
Upierzenie jest w większości białe, ale głowa i szyja są go pozbawione, z wyjątkiem małej kępki srebrnoszarych piór na potylicy. U podstawy czarnej szyi można zaobserwować czerwony rozciągliwy worek. Na mostku występuje owalny płat nagiej skóry, zwykle zakrytej piórami, staje się widoczny wtedy, gdy ptak stoi wyprostowany. Płcie są podobne z wyglądu, choć samce są większe.

## Tryb życia i zachowanie

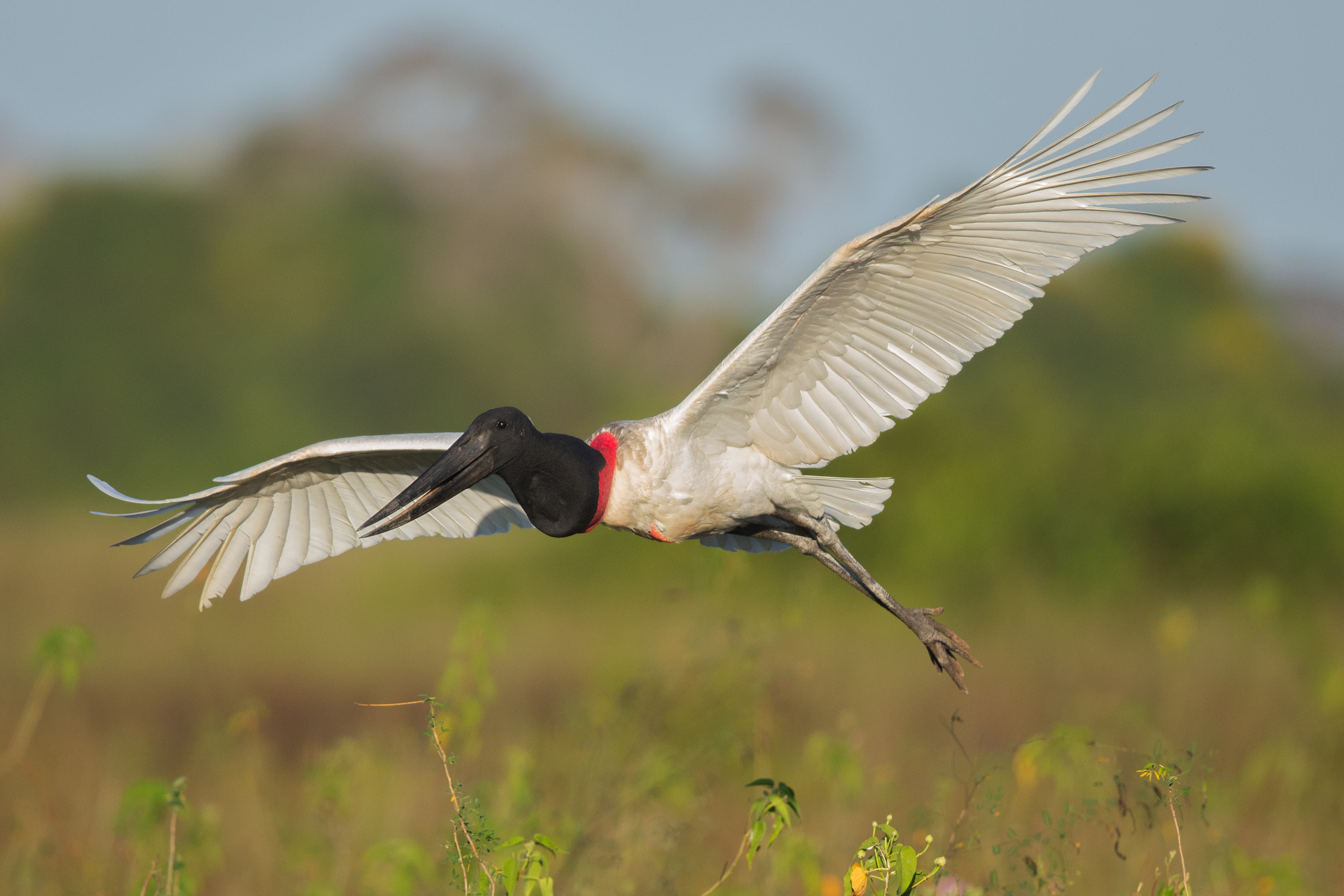
Żabiru w locie

LotPomimo tego, że wydaje się niezgrabny, żabiru amerykański jest pełnym wdzięku lotnikiem. W locie szyja wyciągnięta z widocznymi wypukłościami wzdłuż jej dolnej części, utworzonymi przez luźne płaty skóry gardła. Uderzenia skrzydłami są dość wolne (ok. 180/min). Po pierwszych 5–8 uderzeniach przez chwilę szybuje. W ciągu dnia unosi się na ciepłych prądach powietrza.
Zwyczaj powitalny
Dwa żabiru siedzą na gnieździe zwrócone do siebie. Szyje trzymają wyciągnięte i głośno klekoczą i kołyszą nimi w poziomie, czasem wykonują też ruch w górę i w dół. Zmiana objętości występującego wokół gardła skórnego worka napełniającego się powietrzem może być dla innych osobników oznaką podekscytowania.
Biotop
Bagna i rozlewiska.

## Pożywienie

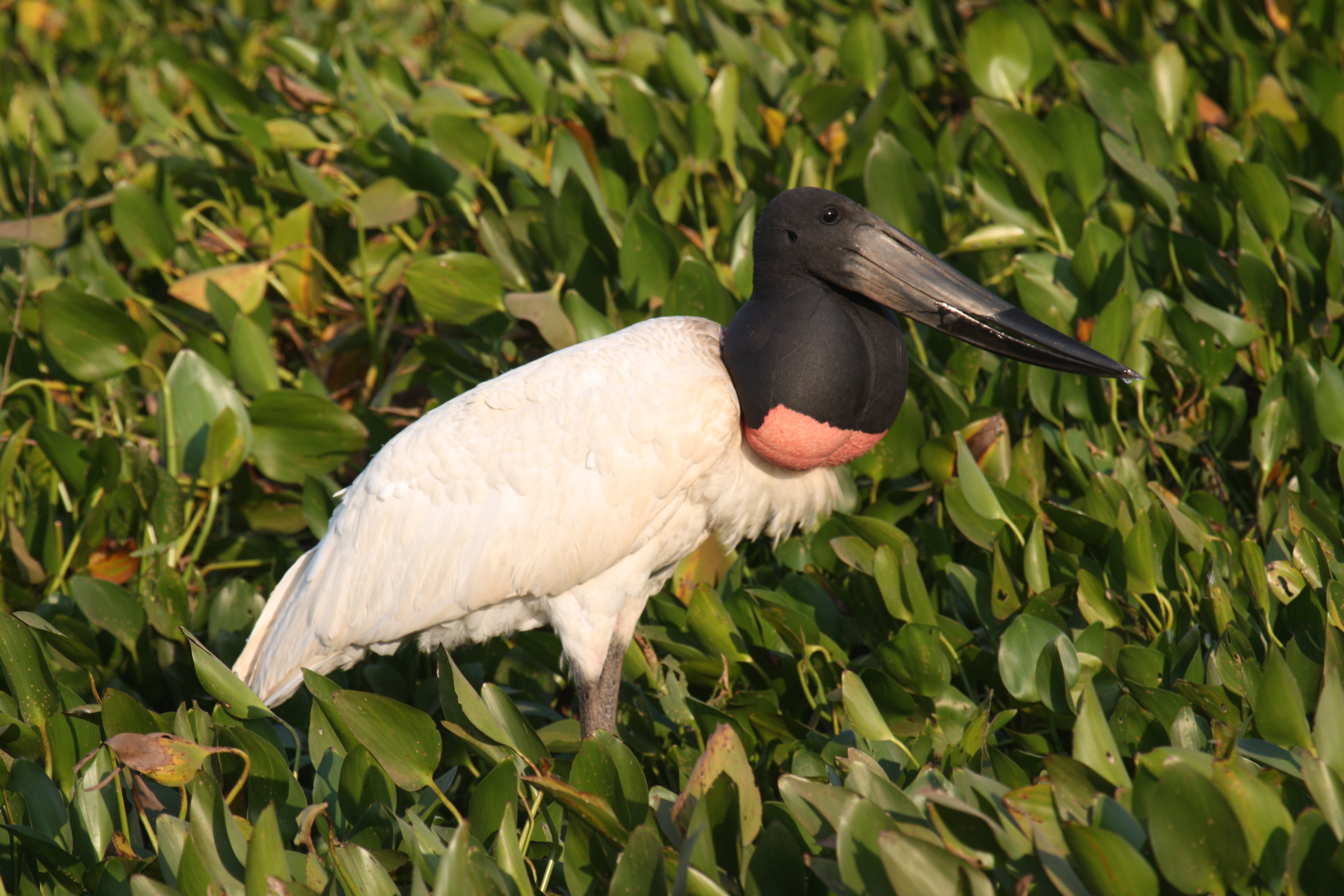
Żabiru żerujący na bagnach Pantanal

Żabiru mieszka w dużych grupach w pobliżu rzek i stawów, zjada olbrzymie ilości ryb, mięczaków i płazów. Od czasu do czasu je także gady, jaja ptaków i małe ssaki, a nawet świeżą padlinę i martwe ryby – które umierają w okresach suszy, a tym samym pomaga w utrzymaniu czystości zbiorników. Żabiru żywią się w stadach i zwykle żerują, brodząc w płytkiej wodzie. W większym stopniu wykorzystują zmysł dotyku niż wzroku. Trzymają otwarty dziób pod kątem 45 stopni w stosunku do powierzchni wody. Gdy uchwycą zdobycz, zamykają go i odrzucają głowę w tył do przełknięcia.
Pod względem pokarmowym jest gatunkiem oportunistycznym. Gdy doszło do eksplozji wzrostu populacji myszy domowej w obszarze rolnictwa, w wielu miejscach widywano żabiru żywiące się gryzoniami na polach uprawnych (co jest zjawiskiem rzadkim wśród ptaków). Obserwowano też przypadki kleptopasożytnictwa w stosunku do dwóch innych gatunków bocianów: dławigada amerykańskiego i bociana sinodziobego. Zjawisko to było bardzo powszechne podczas pory suchej w Llanos.

## Rozród
Gniazdo z patyków jest budowane przez oboje rodziców w sierpniu i wrześniu na półkuli południowej, składają jaja pod koniec pory deszczowej. W Belize jest to grudzień-luty, a przebudowa gniazda ma miejsce od listopada do stycznia. Gniazda zlokalizowane na wysokich drzewach są powiększane w każdym kolejnym sezonie wegetacyjnym do kilku metrów średnicy. W czasie powodzi migrują w wyższe partie, choć miejsca te nie zostały jeszcze zbadane. Gniazda są zwykle budowane pojedynczo, choć znany jest przypadek, gdy w Mato Grosso zaobserwowano gniazdo żabiru znajdujące się w kolonii dławigada amerykańskiego. W trakcie zalotów to samiec wybiera miejsce gniazdowania, gdzie oczekuje na odpowiednią samicę. Samica podąża za samcem i czeka na jego akceptację. Samice są zazwyczaj odrzucane. Po odbytej kopulacji samiec z samicą wysiadują na zmianę 2–5 białych jaj, stają się wtedy bardziej terytorialne w stosunku do innych żabiru. W trakcie wysiadywania jaj i wychowywania młodych (ok. 4 tygodnie) jedno z rodziców zawsze pozostaje w gnieździe. Pisklęta wylatują z gniazda po 80–95 dniach, ale potem jeszcze przez dwa miesiące pozostają pod opieką rodziców. Średnia długość życia wynosi ok. 36 lat.

## Status, zagrożenie i ochrona
IUCN uznaje żabiru amerykańskiego za gatunek najmniejszej troski (LC, Least Concern) nieprzerwanie od 1994 roku; wcześniej, w 1988 roku uznano go za gatunek bliski zagrożenia (NT, Near Threatened). Liczebność światowej populacji szacuje się na około 6700 – 17 000 osobników dorosłych. Globalny trend liczebności populacji nie jest znany.
W Ameryce Centralnej uważany jest za gatunek zagrożony, przede wszystkim ze względu na niszczenie siedlisk i polowania. W 1973 roku w Belize uzyskał status zwierzęcia chronionego. Od tamtej pory jego liczebność w tamtych rejonach powoli rosła. Obecnie jest gatunkiem szeroko rozpowszechnionym, jednak nielicznym na każdym obszarze.
Największym zagrożeniem dla żabiru jest człowiek. Zanim został on uznany za zwierzę chronione, ludzie polowali na jego pisklęta dla mięsa. Znane są także przypadki ataków na gniazda żabiru przez inne osobniki tego samego gatunku lub przez dławigady amerykańskie Mycteria americana.